# برالي

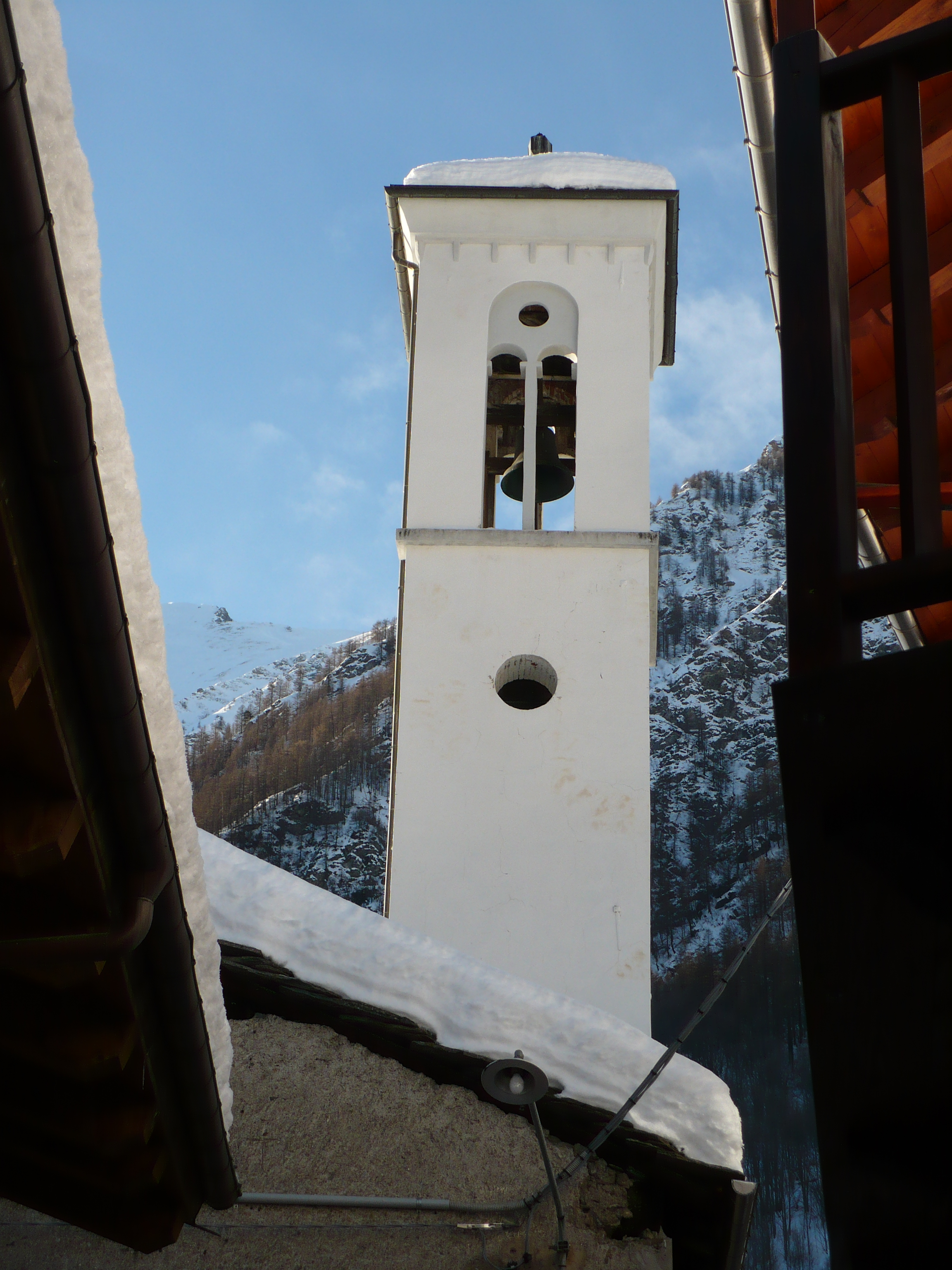
كامبانيل المعبد الولداني في فرازيوني غيجو.

برالي (بالفرنسية: Praly) هي بلدية في مدينة تورينو في المنطقة الإيطالية بيدمونت، وتقع على بعد حوالي 60 كيلومتر (37 ميل) جنوب غرب تورينو، على الحدود مع فرنسا. في 31 ديسمبر 2004، كان عدد سكانها 322 نسمة. وتبلغ مساحتها 72.6 كيلومتر مربع (28.0 ميل2).
تقع برالي على حدود البلديات التالية: أبريست (فرنسا) وانجرونجا وبوبيو بيليس وبيريرو وبراجيلاتو وسالزا دي بينيرولو وساوزا دي سيزانا وفيلار بيليتشيه.

## المدن التوأم - المدن الشقيقة
لبرالي توأمة مع:
- أبريست- فرنسا